# Geschiedenis van de spelcomputer (derde generatie)
Dit artikel behandelt de geschiedenis van de derde generatie spelcomputers, het 8 bitstijdperk.
In de geschiedenis van het computerspel was het 8 bitstijdperk de derde generatie spelcomputers maar de eerste na de ineenstorting (crash) van 1983 en door enkelen beschouwd als het "eerste moderne tijdperk" van computerspelsystemen. Hoewel de voorgaande generatie spelcomputers ook gebruikmaakte van 8 bitprocessoren was dit de eerste keer dat spelsystemen bedoeld voor thuisgebruik met hun "bits" werden aangeduid. Dit kwam in zwang toen 16 bitssystemen als de Sega Genesis op de markt werden gebracht om zich van andere spelcomputergeneraties te kunnen onderscheiden.
Tijdens dit tijdperk werd de Nintendo Famicom (een samentrekking van Family Computer) zeer populair in Japan. De NEC PC Engine bereikte ook een groot gevolg, in ieder geval genoeg om lancering van verschillende hardwareversies te rechtvaardigen. De Amerikaanse tegenhanger van de Famicom, de Nintendo Entertainment System (NES) overheerste de markt voor spelcomputers in Noord-Amerika, deels te danken aan het restrictieve licentieovereenkomstenbeleid met softwareontwikkelaars. Hoewel de NES de markt overheerste, waren de Sega Master System (populair in Brazilië en Europa) en de Atari 7800 ook belangrijke spelers gedurende dat tijdperk.
Het post-crash 8 bitstijdperk werd beschouwd als "het stenen tijdperk van de role-playing computerspellen" en in dit tijdperk werd de side-scroller geboren. Japanse computerspellen werden vaak bewerkt, gecensureerd en aangepast aan de lokale markt voordat ze op de Noord-Amerikaanse markt werden uitgebracht. Het is het tijdperk waarin vele beroemde computerspelreeksen, en de personages die hierin de hoofdrollen vertolkten, ontstonden. Sommige opmerkelijke voorbeelden zijn: Super Mario Bros., The Legend of Zelda, Metroid, Mega Man, Metal Gear, Castlevania, Final Fantasy, Phantasy Star, Bomberman en Dragon Quest.

## Spelcomputers uit het 8 bitstijdperk (galerij)

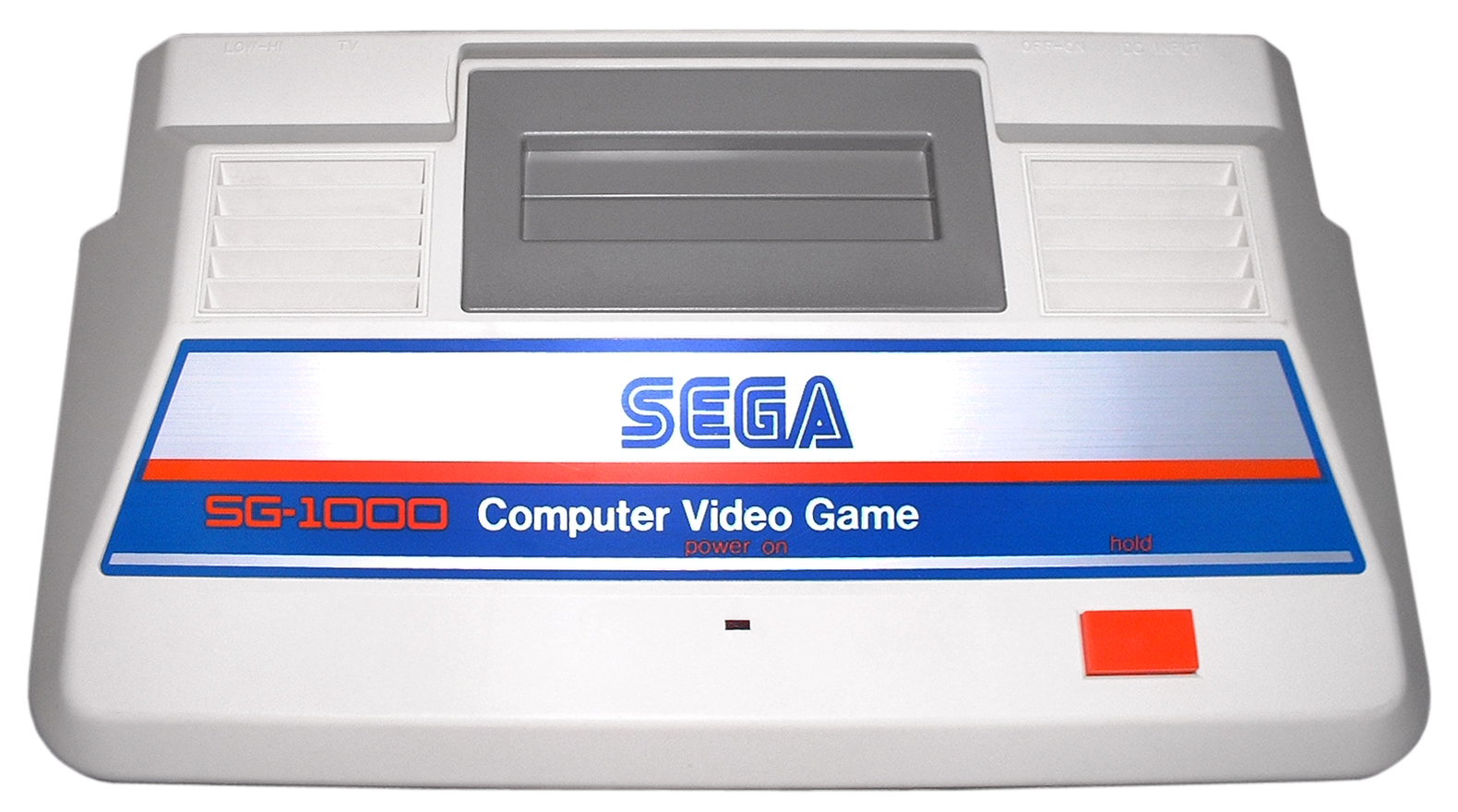
SG-1000 (1983)
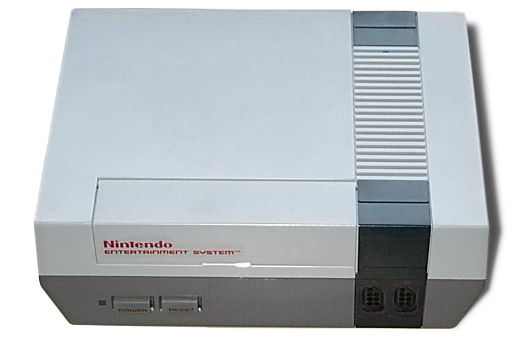
Nintendo Entertainment System 1985-1995: Verenigde Staten 1987-1996: Europa 1983-2003: Japan 1990-2009: Nigeria
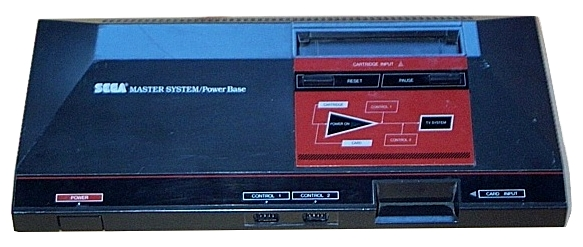
Sega Master System 1986-1991: Verenigde Staten 1987-1989: Japan 1987-1996: Europa 1989-1993: Brazilië
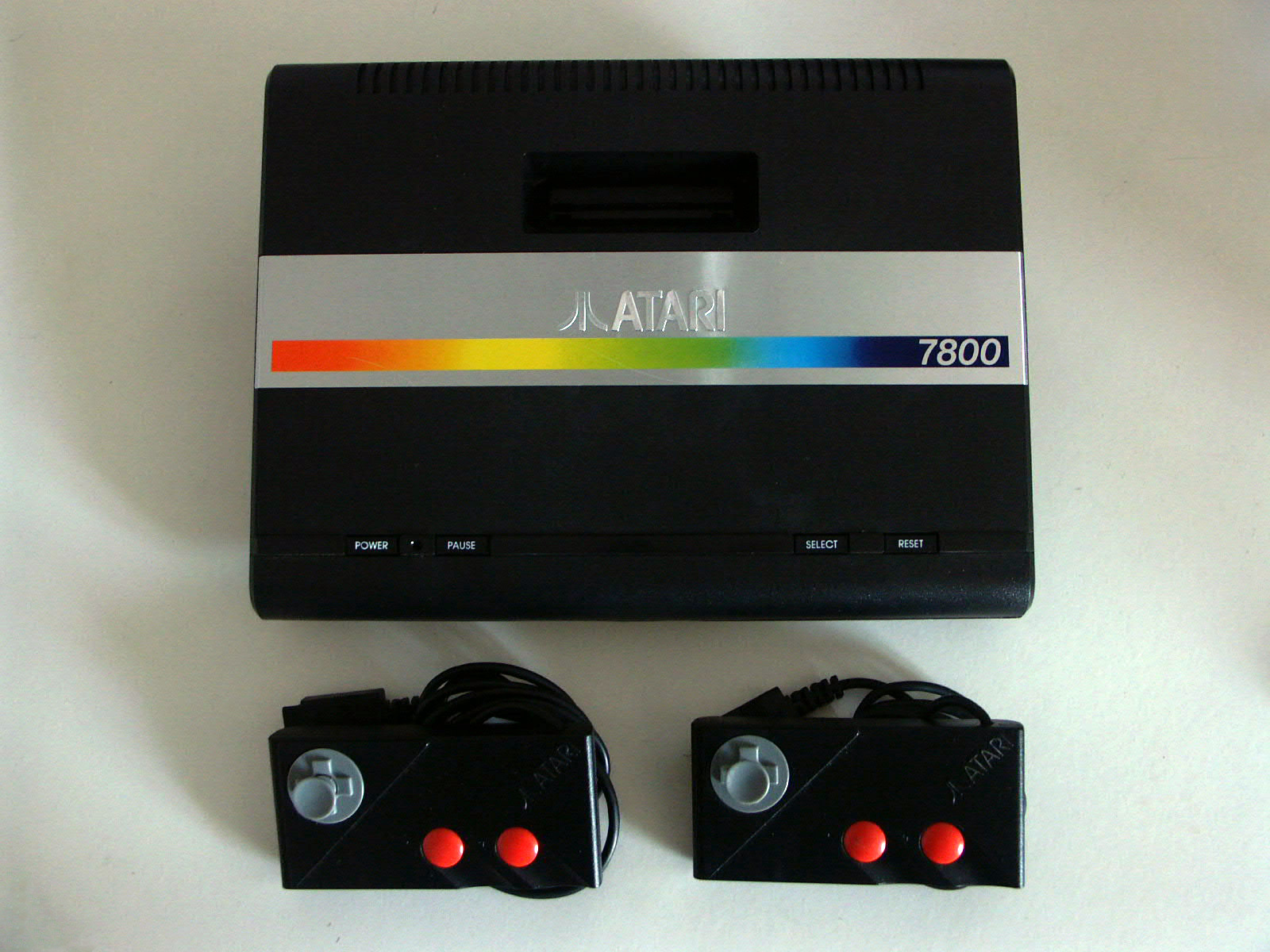
Atari 7800 (1986)
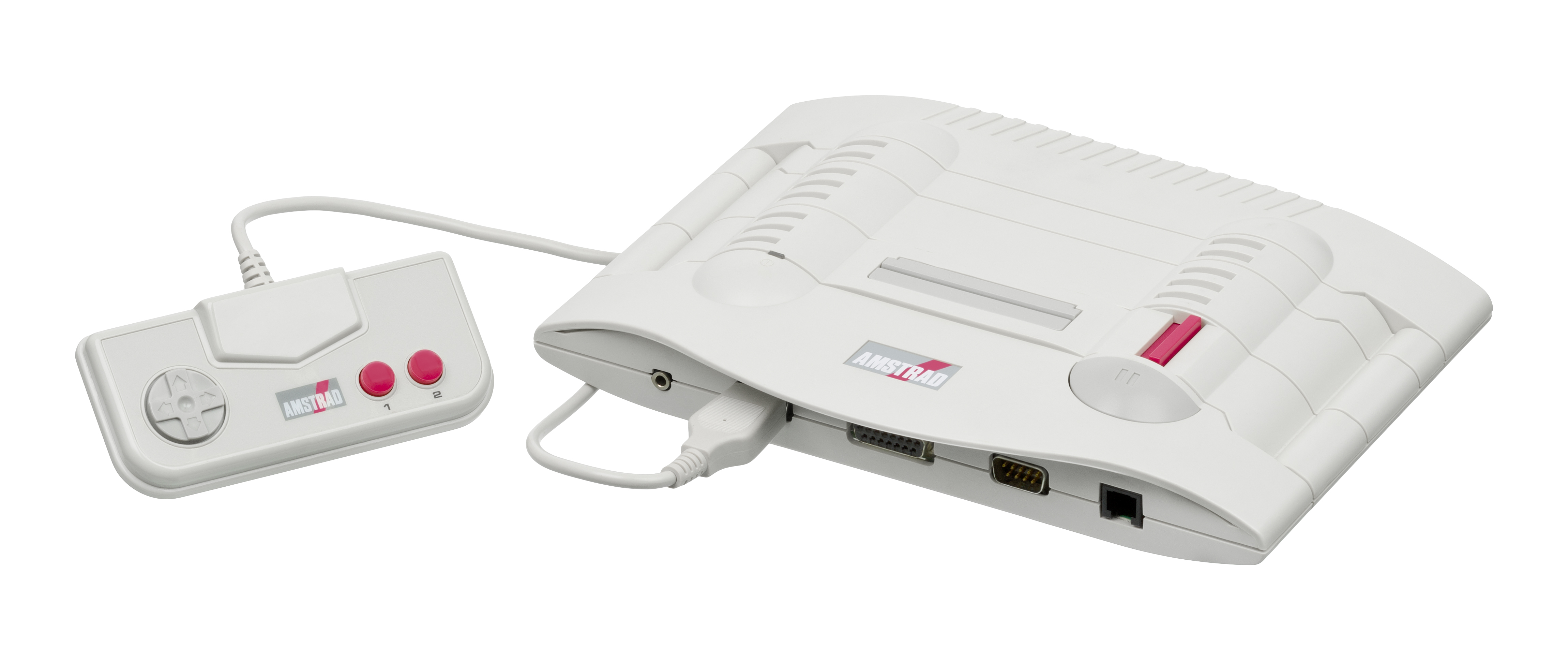
Amstrad GX4000 (1990)
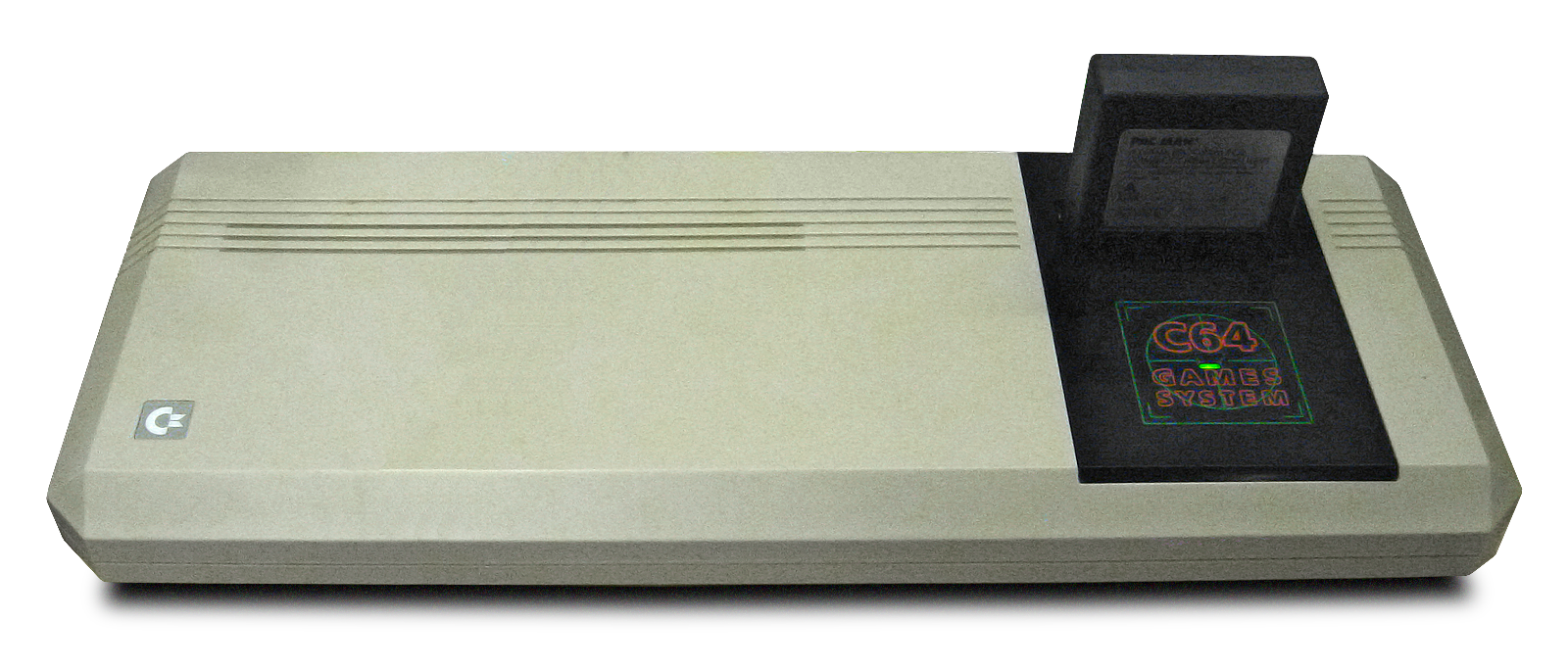
Commodore 64 Games System (1990)

- Nintendo Entertainment System
1985-1995: Verenigde Staten
1987-1996: Europa
1983-2003: Japan
1990-2009: Nigeria
- Sega Master System
1986-1991: Verenigde Staten
1987-1989: Japan
1987-1996: Europa
1989-1993: Brazilië
- Atari 7800 (1986)
- Amstrad GX4000 (1990)
- Commodore 64 Games System (1990)

## Computerspelreeksen ontstaan tijdens deze periode
- Alex Kidd
- Battletoads
- Bomberman
- Bubble Bobble
- Castlevania
- Contra
- Double Dragon
- Dragon Quest
- EarthBound
- Final Fantasy
- FIFA
- Kid Icarus
- Kirby
- Mega Man
- Metal Gear
- Metroid
- Nekketsu Kouha: Kunio-Kun
- Nemesis
- Ninja Gaiden
- Nintendo Wars
- Phantasy Star
- Punch-Out!!
- R-Type
- Super Mario Bros.
- Tetris
- The Legend of Zelda
- Wave Race
- Wonderboy
- Ys

Spelcomputers (lijst) · Draagbare spelcomputers (lijst)
Eerste generatie (1972-1980) · Tweede generatie (1976-1992) · Derde generatie of 8 bitstijdperk (1983-2003) · Vierde generatie of 16 bitstijdperk (1987-2004) · Vijfde generatie of 32/64 bitstijdperk (1993-2006) · Zesde generatie of 128 bitstijdperk (1998-2013) · Zevende generatie (2004-2017) · Achtste generatie (2011-heden) · Negende generatie (2020-heden)